# Randy Rhoads

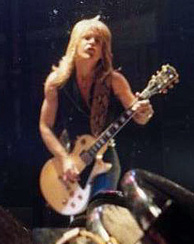
Randy Rhoads (1980)

Randall William „Randy“ Rhoads (* 6. Dezember 1956 in Santa Monica, Kalifornien; † 19. März 1982 in Leesburg, Florida) war ein US-amerikanischer Rock- und Heavy-Metal-Gitarrist und spielte für Quiet Riot und Ozzy Osbourne. Durch die Arbeit mit Ozzy Osbourne erlangte er internationale Bekanntheit und galt seither als einer der einflussreichsten Heavy- und Neo-Classical-Metal-Gitarristen, der die Rockmusik nachhaltig prägte. Seine Spielweise beeinflusste viele Gitarristen, die heute selbst zu den besten ihres Genres zählen. Dazu gehören unter anderem Alexi Laiho, Nuno Bettencourt, Buckethead, Dimebag Darrell, Paul Gilbert, Yngwie Malmsteen und Zakk Wylde.

## Leben

### Die ersten Jahre
Randall William Rhoads wurde am 6. Dezember 1956 im St. John’s Hospital in Santa Monica, Kalifornien geboren. Seine Eltern hatten sich sehr früh getrennt. Als Rhoads 17 Monate alt war, verließ sein Vater, der als Klarinettenlehrer tätig war, die Familie. Randy Rhoads besuchte die First Lutheran Day School bis zur sechsten Klasse. Schließlich kam er auf die Burbank High School, wo er seine Zeit jedoch mehr der Musik als der Schulbildung widmete. Mit der Hilfe und Zustimmung seiner Mutter Dolores Rhoads wechselte er auf eine Abendschule. Somit konnte er sich tagsüber mit dem Studieren von Musik beschäftigen und abends seinen Schulabschluss nachholen.
Die Begeisterung für Musik wurde durch seine Mutter geweckt. Sie gründete 1949 die Musonia School of Music, eine Musikschule mit einem kleinen Musikladen, in Burbank. Nach ihrem Bachelor-Abschluss in Musik an der UCLA, hatte Dolores Rhoads in Los Angeles Trompete gelehrt, bevor sie eine Weile als Berufsmusikerin arbeitete und schließlich die Musikschule eröffnete. Als Randy Rhoads älter war, unterrichtete er auch selbst an der Musikschule seiner Mutter.
Randy Rhoads erhielt von Kindheit an eine solide musikalische Grundausbildung. Mit sechseinhalb Jahren bekam er eine gebrauchte Gibson „Army-Navy“ Akustikgitarre, die seinem Großvater gehörte. Er erhielt außerdem Klavier- und Musiktheorieunterricht von seiner Mutter und Gitarrenunterricht von einem lokalen Gitarrenlehrer, der auch in Musonia gelehrt hat. In jungen Jahren spielte Randy Rhoads in einer kleinen Band der Musikschule, die wie ein kleines Schulorchester organisiert war und von seiner Mutter geleitet wurde. Im Alter von 14 Jahren gründete er mit seinem Bruder Kelle Rhoads die Band Violet Fox. Der Name leitete sich vom Mittelnamen seiner Mutter Violet ab.
Als er 1971 ein Alice-Cooper-Konzert besucht hatte, stand für ihn fest, dass er Rockmusiker werden wollte. Vorher hatte Randy Rhoads hauptsächlich Folk, Klassik und nur wenig Pop gespielt.

### Quiet Riot
Im Jahr 1975 gründeten Randy Rhoads und Kevin DuBrow die Band Quiet Riot, die sich zu einer lokal erfolgreichen Band im Raum Los Angeles mit regelmäßigen Auftritten, eigenem Manager und Plattenaufnahmen entwickelte. 1979 verließ Rhoads die Band, die in den 1980er Jahren in den USA große Erfolge feiern sollte.

### Ozzy Osbourne
1979 war Ozzy Osbourne nach seinem Ausstieg bei Black Sabbath auf der Suche nach einem Lead-Gitarristen für sein neues Soloprojekt. Nachdem er in New York erfolglos geblieben war, kam er nach Los Angeles. Ein lokaler Bassist machte ihn auf Randy Rhoads aufmerksam. Ozzy rief Randy an, der an dem Tag bis 22:30 Uhr in der Schule seiner Mutter unterrichtete. Trotz anfänglicher Unsicherheit und der Meinung, dass aus dem Vorspielen sowieso nichts werden würde, konnte ihn seine Mutter davon überzeugen, es wenigstens einmal zu versuchen. Er nahm seine Gitarre und seinen kleinen Übungsverstärker und machte sich nach seiner letzten Unterrichtsstunde, gegen 22:45 Uhr, auf den Weg.
Beim Vorspielen angekommen, brauchte er keine zwei Minuten Aufwärmübungen auf der Gitarre, um Ozzy Osbourne von seinem Potential zu überzeugen. Ein „You’ve got the job!“ von Ozzy sicherte ihm einen Platten- und Tourvertrag. Die nächsten (und letzten) drei Jahre seines Lebens war Randy Rhoads nun die meiste Zeit mit Aufnahmen und Konzert-Touren beschäftigt. Während der Touren durchsuchte Randy oft die Yellow Pages nach lokalen Dozenten für klassische Gitarre, um Unterrichtsstunden bei ihnen zu nehmen. Darunter war auch ein Professor der University of London. Zu dem Zeitpunkt war es kein Geheimnis mehr, dass er einen Master-Abschluss im Studiengang Klassikgitarre in Europa anstrebte.
Er gab auch den Gitarristen der Supportbands Nachhilfe und lehrte sie eine bessere, schnellere Technik. Osbourne meinte in einem Interview kurz nach Rhoads’ Tod, er sei „der vielleicht beste Gitarrist unter vielen tollen Saitenzauberern, mit denen ich bisher zu tun gehabt habe, und eine riesige Inspirationsquelle, die mich aus meinen Depressionen gerissen hat!“

### Unfalltod

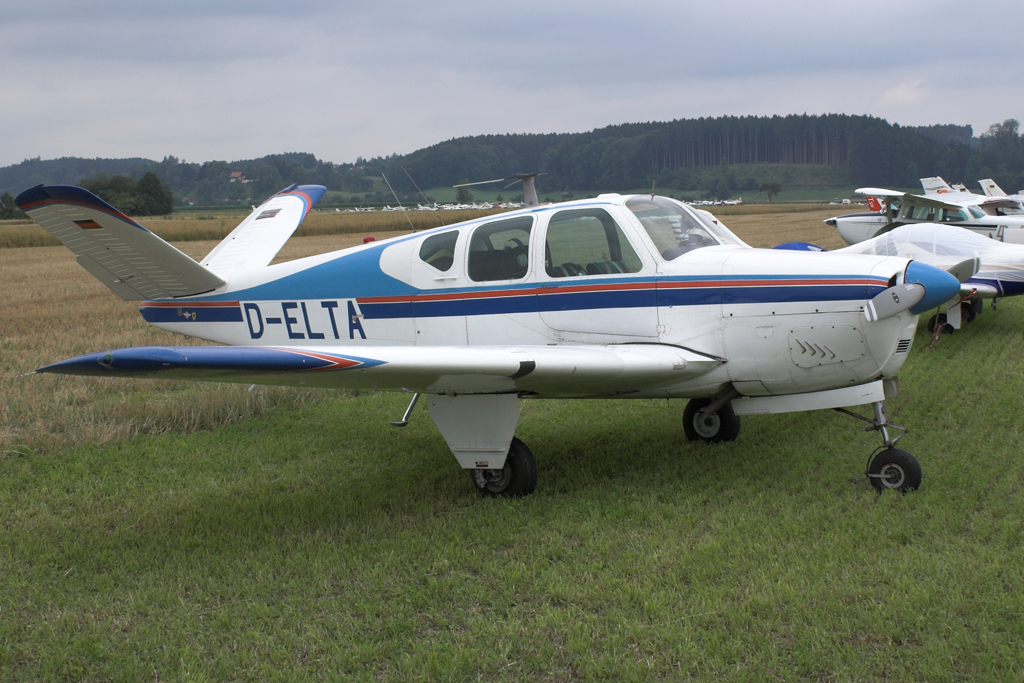
Beechcraft Bonanza, ein ähnliches Modell wie jenes, in dem Rhoads starb

Auf einer Busfahrt zum nächsten Konzert der Ozzy-Band („Saturday's Rock Superbowl XIV“-Eröffnungsshow in Orlando, Florida) legte der Fahrer des Tourbusses, Andrew Aycock, am 19. März 1982 gegen 8 Uhr morgens eine Pause in seinem Wohnort Leesburg, Florida ein, um die Klimaanlage des Tourbusses zu reparieren und um dort seine Ex-Frau Wanda abzusetzen. Aycock bewohnte die Flying Baron Estates, die aus einem Gebäudekomplex, einem Flugzeughangar und einer Landebahn bestehen.
Während einige Bandmitglieder im Bus weiterschliefen und andere sich die Füße vertraten, nahm sich Aycock unerlaubterweise eine 1955er-Beechcraft-Bonanza-Propellermaschine F35 (Kennzeichen: N567LT; die Maschine gehörte Mike Partin, einem Bekannten von ihm) aus der Halle und lud einige Businsassen zu einem Rundflug ein. Aycock besaß zwar einen Pilotenschein, dieser war aber wegen eines zu diesem Zeitpunkt abgelaufenen medizinischen Eignungszertifikats ungültig, was er jedoch verschwieg. Außerdem war er bereits sechs Jahre zuvor in einen tödlichen Hubschrauberabsturz verwickelt gewesen.
Als erstes flogen der Tourkeyboarder Don Airey und der Tourmanager ein paar Runden mit, danach gingen Randy Rhoads (trotz seiner Flugangst) und die Stylistin der Band, Rachel Youngblood, mit an Bord. Aycock überflog mehrere Male im Tiefflug den Tourbus, bis er beim letzten Überflug schließlich zu tief kam und mit der Tragfläche das Dach des Busses streifte, in dem Ozzy und seine zukünftige Frau Sharon Arden, Drummer Tommy Aldridge und Bassist Rudy Sarzo noch schliefen. Dabei riss die Tragfläche ab – das Flugzeug streifte ein paar Bäume und stürzte in eine dahinter liegende Garage, wo es explodierte. Alle drei Insassen kamen ums Leben. Don Airey stand währenddessen vor dem Bus und konnte das Geschehen beobachten. Die Passagiere im Bus wurden durch den Einschlag geweckt und dachten zunächst, sie wären in einen Verkehrsunfall geraten. Im gerichtsmedizinischen Bericht stand später, dass Aycock zum Zeitpunkt des Unfalls unter dem Einfluss von Kokain stand.
Weitere Konzerte der Band wurden abgesagt und Rhoads wenige Tage später (obwohl Ozzy Osbourne die Band zunächst auflösen wollte) durch den irischen Gitarristen Bernie Tormé ersetzt. Rhoads wurde in San Bernardino in Kalifornien beerdigt.
Seine ehemalige Band Quiet Riot widmete Randy Rhoads den Song Thunderbird auf dem 1983 erschienenen Album Metal Health; die belgische Band Black Widow den Song Crazy Train Blues auf dem 1984 erschienenen Album Streetfighter. Gary Moore widmete ihm den Titel Sunset, erschienen 1983 auf dem Album Rockin’ Every Night – Live in Japan.

## Besondere Ehrungen und Gedenken
1981 erhielt Randy Rhoads den "Best New Talent"-Award des Magazins Guitar Player.
2004 wurde er vom Magazin Guitar World auf Platz 4 der 100 größten Heavy Metal Gitarristen aller Zeiten gewählt.
Der Rolling Stone listete ihn 2011 auf Rang 36 der 100 größten Gitarristen aller Zeiten.
2010 wurde das Randy Rhoads Museum in Corona (Kalifornien) nahe seinem Grab eröffnet.
2021 wurde er postum in der Kategorie „Musical Excellence“ in die Rock and Roll Hall of Fame aufgenommen. Dieser Award wurde parallel zu den bekannten „Performer Inductees“ geschaffen, um auch Begleitmusiker ehren zu können. Da die beiden Werke Ozzy Osbournes, an denen Randy Rhoads beteiligt war, unter Ozzys Namen als Solo-Künstler erschienen, wären Rhoads und dem Rest der Band bei einer Nominierung Ozzys ansonsten der Eintritt in die Rock and Roll Hall of Fame verwehrt geblieben.

## Einflüsse
Große musikalische Einflüsse für Randy Rhoads waren Mick Ronson, der Gitarrist von David Bowie, der deutsche Rockgitarrist Michael Schenker und Glen Buxton, der Gitarrist von Alice Cooper.
Das von ihm gespielte Schlusssolo des Osbourne-Stückes Suicide Solution auf dem Live-Album Tribute ähnelt gemäß Robert Walser dem Grundgestus des langen Cembalo-Solos im 5. Brandenburgischen Konzert von Johann Sebastian Bach.

## Jackson Guitars

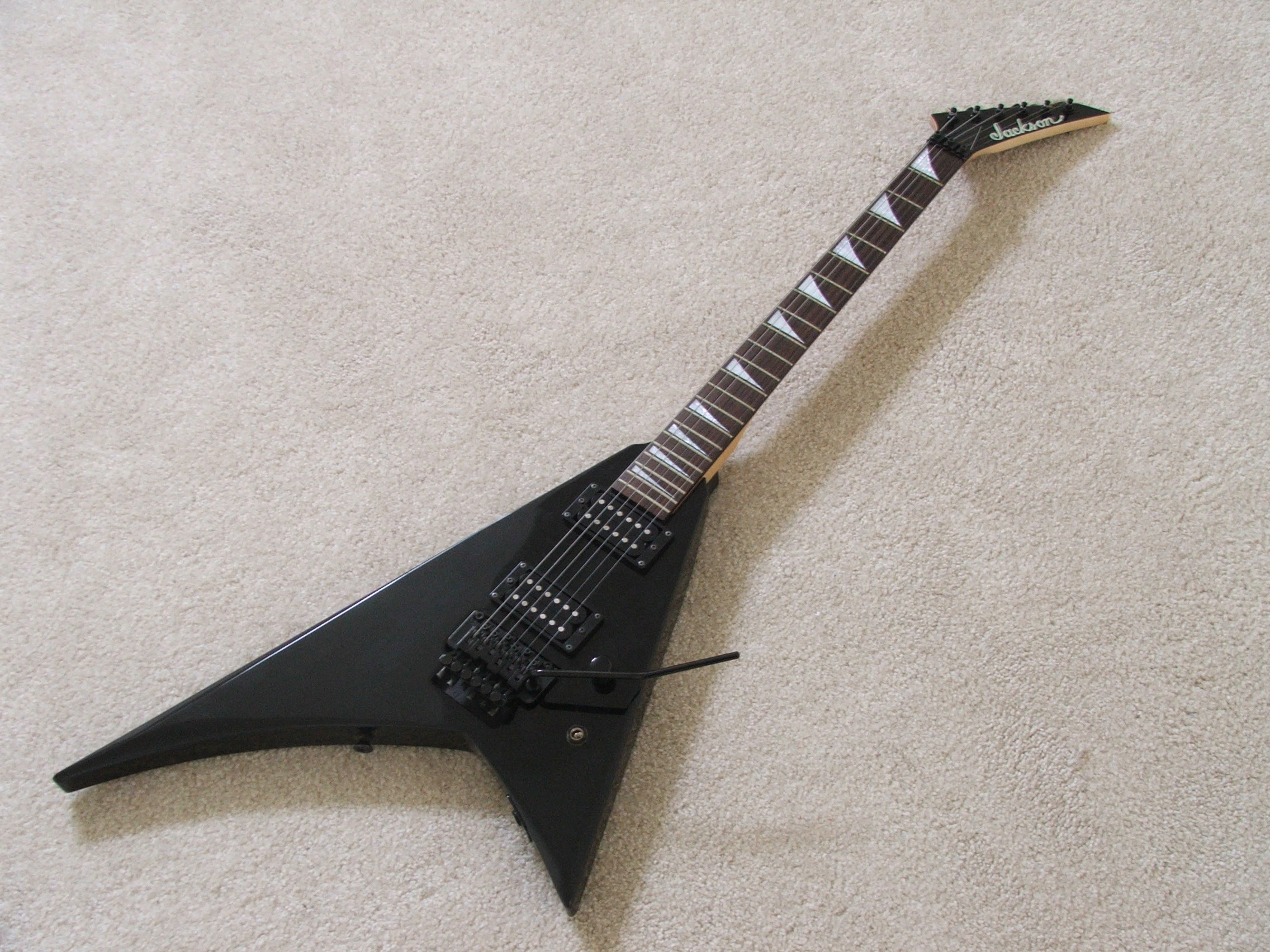
Jackson Randy Rhoads

1980 wurde Grover Jackson, Besitzer von Charvel Guitars, von Randy Rhoads gebeten, gemeinsam ein neues E-Gitarren-Modell zu entwerfen. Vor Weihnachten 1980 entwarfen die beiden eine asymmetrische Flying V. Rhoads nannte die Gitarre Concorde. Jackson wollte die negativen Auswirkungen eines möglichen Misserfolgs für Charvel minimieren und setzte vorsichtshalber statt Charvel den Namen Jackson auf die Kopfplatte.
Fünfzehn Monate nach dem Unfalltod von Randy Rhoads entwickelte sich das Modell zum Erfolg und ist seither unter dem Namen Jackson Randy Rhoads oder Rhoads bekannt. Sie war die erste Gitarre, die unter dem Markennamen von Jackson Guitars vertrieben wurde.

## Ausrüstung

### Gitarren
Randy Rhoads hatte während seiner Zeit mit Ozzy Osbourne vier Gitarren, die er häufig benutzte. Darunter waren eine weiße 1974 Gibson Les Paul Custom (die er vom Besitzer der Proberäume zu Quiet Riot-Zeiten geschenkt bekommen hatte), eine schwarze Flying V mit weißen Punkten (von Karl Sandoval) und zwei eigene Modell-Prototypen von Jackson Guitars.

### Verstärker
Auf der Bühne benutzte Randy Rhoads Verstärker und Boxen von Marshall Amplification. 1980 besuchte Randy Rhoads die Fabrik von Jim Marshall in Bletchley, Milton Keynes.

### Effektgeräte
Sein Pedalboard bestand hauptsächlich aus einem MXR 10-Band Graphic EQ, einem MXR Distortion+, einem MXR Flanger, einem MXR Stereo Chorus und einem VOX V847A Wah. Delay-Pedale benutzte Randy Rhoads verschiedene. Darunter waren eine Korg Echo Unit, ein Roland Tape Echo und ein Yamaha Analog Delay.
Für die Aufnahme von Blizzard Of Ozz und einige Auftritte nutzte Randy ein angefertigtes Pedalboard von Pete Holmes.

## Diskografie

### Mit Quiet Riot
- Quiet Riot (1978)
- Quiet Riot II (1978)
- The Randy Rhoads Years (1993)

### Mit Ozzy Osbourne
- Blizzard Of Ozz (1980)
- Diary of a Madman (1981)
- Tribute (1987, US: ×2Doppelplatin )[9]